# Carl Bay
Carl Bay (* 29. Juli 1927 in Hamburg; † 16. Juli 2014 ebenda) war ein deutscher Opernsänger (Bariton) und Schauspieler.

## Leben
Carl Bay war der Sohn eines Malers aus Pöseldorf. Nachdem er schon seit 1941 als Mitglied der Jugendbewegung gesungen hatte, erlebte er das Kriegsende als junger Soldat. Später absolvierte er eine klassische Gesangsausbildung zum Bariton und gastierte bis zum Beginn der 1950er Jahre an verschiedenen deutschen Opernhäusern. Parallel dazu begann 1947 seine Karriere beim Rundfunk, als er in Cuxhaven zum ersten Mal im Hamburger Hafenkonzert zu hören war. Bay gab seine Opernkarriere daraufhin auf und wechselte als „Salzwasser-Barde“, wie er häufig genannt wurde, mit Seemannsliedern ins maritime Fach. 60 Jahre lang blieb er dem Hafenkonzert mit unzähligen Auftritten treu, daneben fuhr er als Unterhalter auf den Schiffen der damaligen Hamburg-Amerika-Linie (HAPAG) oder spielte Theater, so z. B. in der Spielzeit 1975/76 am St. Pauli Theater in dem Stück Berta, laß das nach.
In den 1950er Jahren ging Carl Bay gemeinsam mit seiner Kollegin Lale Andersen auf eine Amerika-Tournee, 1973 war er als „Käpt’n Blume“ die Symbolfigur bei der in Hamburg stattfindenden IGA.
Einem breiten Fernsehpublikum wurde Carl Bay ab 1963 durch seine Mitwirkung in fast allen Folgen der ARD-Serie Haifischbar bekannt. Daneben trat er noch in einigen anderen Unterhaltungssendungen als Sänger auf. Auch ist seine Stimme auf zahlreichen Schallplatten erhalten geblieben. Ende der 1960er Jahre wirkte Bay in zwei niederdeutschen Hörspielproduktionen des NDR mit.
Darüber hinaus war Carl Bay gemeinsam mit Dirks Paulun und Hans Harbeck 1946 Mitbegründer der Wendeltreppe in Hamburg, dem ältesten, noch existierenden literarischen Kabarett in Deutschland, an dem er auch selber regelmäßig auftrat.
Carl Bay starb knapp zwei Wochen vor Vollendung seines 87. Lebensjahres und wurde anonym auf dem Hamburger Friedhof Öjendorf beigesetzt.

## Filmografie
- 1956: Treffpunkt Hamburg
- 1960: Bummel am Abend
- 1961: Ein Berliner in Hamburg
- 1962–1976: Haifischbar (11 Folgen)
- 1967: Heimweh nach St. Pauli
- 1971: …und heute heißt es Show
- 1984: ARD-Wunschkonzert

## Hörspiele
- 1966: Hein Ruku. Niederländisches Volksspiel von Jan Fabricius in der plattdeutschen Funkfassung von Hermann Quistorf – Regie: Rudolf Beiswanger; Jutta Zech
- 1967: De mit dat Teken – Regie: Curt Timm
- 1968: Bargenstedter Beer – Regie: Rudolf Beiswanger

## Diskografie (Auswahl)
- Hafenmelodie (LP, m. Bernhard Jakschtat u. a.)
- Das große Hamburger Hafenkonzert (LP, m. Nana Gualdi, Hildegund Carena u. a.)
- Das große Hamburger Hafenkonzert 2 (LP, m. Richard Germer u. a.)
- Treffpunkt Hamburg (LP, m. Addi Münster, Hein Timm u. a.)
- Käpt’n Blume-Lied/Herr Kapitän, Herr Kapitän (Single)